# Gina Mayer

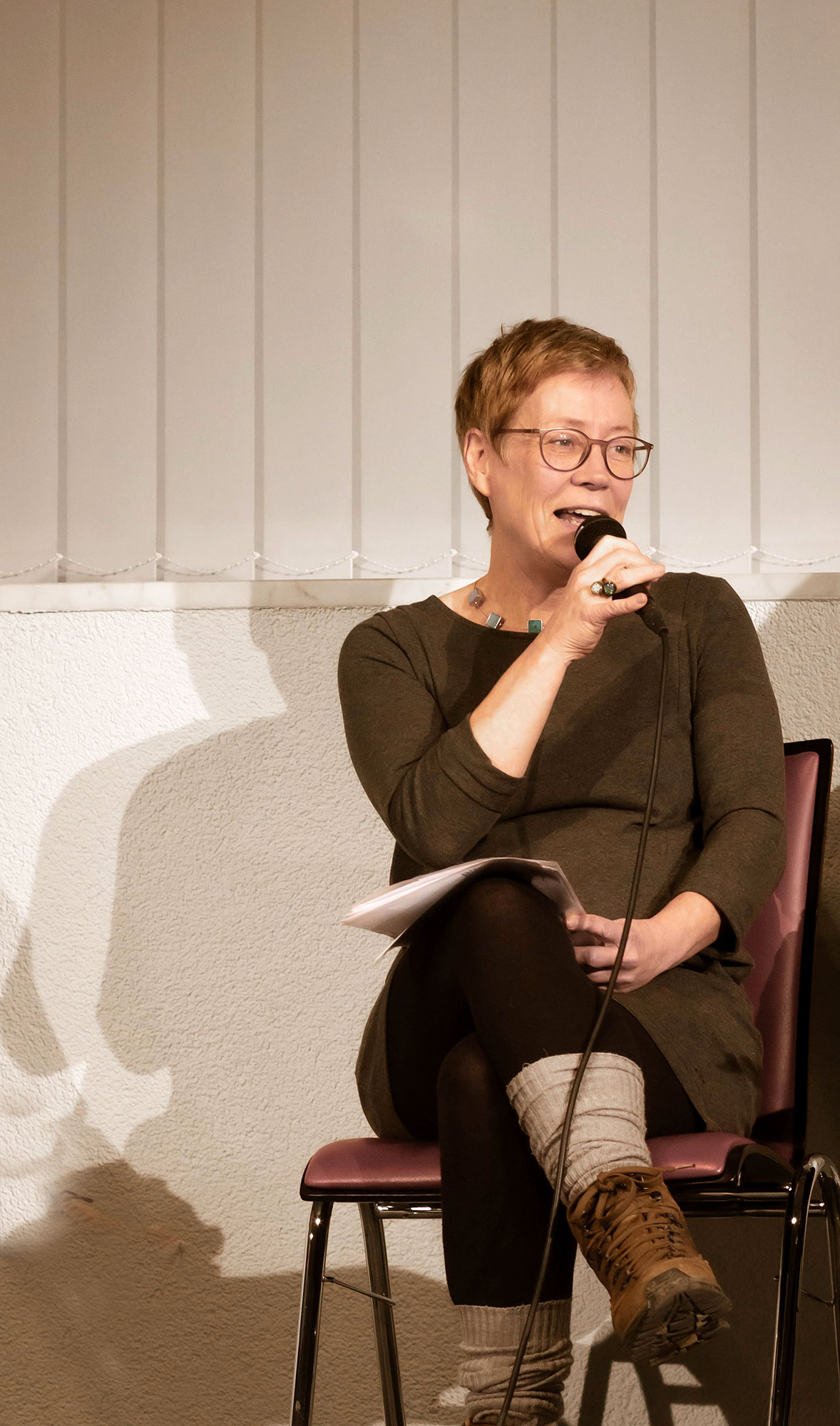
Gina Mayer (2020)

Gina Mayer (* 1965 in Ellwangen, Jagst),  ist eine deutsche Schriftstellerin. Sie schreibt auch unter dem Pseudonym Luzie Bosch.

## Leben
Gina Mayer machte 1984 ihr Abitur in Schwäbisch Hall. Anschließend zog sie für ein Jahr nach Neapel. Zurück in Deutschland, begann sie ein Grafik-Design-Studium an der Fachhochschule Trier, welches sie 1991 an der Fachhochschule Düsseldorf beendete. Bis 2005 arbeitete sie als Werbetexterin und schrieb mehrere Jugendbücher, die keinen Verlag fanden. Mit dem Umzug ihrer Familie nach Düsseldorf in den Friederike-Fliedner-Weg begann sie sich für den Straßennamen zu interessieren und schrieb über Theodor Fliedner und Friederike Fliedner mit Die Protestantin, welcher 2006 im Diana-Verlag erschien, ihren ersten historischen Roman.
Mit ihrem Mann und den beiden gemeinsamen Kindern lebt sie in Düsseldorf-Kaiserswerth.

## Auszeichnungen
- 2020: Zürcher Kinderbuchpreis für Das Internat der bösen Tiere – Die Prüfung[1]

## Werke (Auswahl)

### Einzelwerke
- Das Mädchen ohne Gedächtnis. Sauerländer, Düsseldorf 2006, ISBN 3-7941-7057-1.
- Die Protestantin. Diana-Verlag, München 2006, ISBN 3-453-35140-1.
- Das Medaillon. Diana-Verlag, München 2007, ISBN 978-3-453-35176-9.
- Schattenjünger. 2007, Sauerländer, Düsseldorf, ISBN 978-3-7941-7060-9.
- Die falsche Schwester. Sauerländer, Düsseldorf 2008, ISBN 978-3-7941-8072-1.
- Mörderkind. Ravensburger, Ravensburg 2009, ISBN 978-3-473-58349-2.
- Zitronen im Mondschein. Kiepenheuer, Berlin 2009, ISBN 978-3-378-00691-1.
- Die verlorenen Schuhe. Thienemann Verlag, Stuttgart / Wien 2010, ISBN 978-3-522-20073-8.
- Das Lied meiner Schwester. Rütten & Loening, Berlin 2011, ISBN 978-3-352-00786-6.
- Das Maikäfermädchen. Rütten & Loening, Berlin 2012, ISBN 978-3-352-00843-6.
- Morgen wirst du sterben. Ravensburger, Ravensburg 2013, ISBN 978-3-473-40091-1.
- Küssen auf Amerikanisch. Ravensburger, Ravensburg 2013, ISBN 978-3-473-40103-1.
- In guten wie in toten Tagen. Script 5, Bindlach 2013, ISBN 978-3-8390-0164-6.
- Im Land des Regengottes. Aufbau, Berlin 2013, ISBN 978-3-7466-2918-6.
- Ballet School: Der Tanz deines Lebens. Dragonfly, Hamburg 2022, ISBN 978-3-748-80187-0

### Buchreihen

#### Der magische Blumenladen für Erstleser
- Der magische Blumenladen für Erstleser. Die verschwundenen Katzen. Band 1, 7. Auflage, Ravensburger, Ravensburg 2019, ISBN 978-3-473-36125-0
- Der magische Blumenladen für Erstleser. Die gestohlene Freundin. Band 4, Ravensburger, Ravensburg 2020, ISBN 978-3-473-36137-3

#### Internat der bösen Tiere
- Internat der bösen Tiere. Die Prüfung. Ravensburger, Ravensburg 2020, ISBN 978-3-473-40842-9.
- Internat der bösen Tiere. Die Falle. Ravensburger, Ravensburg 2020, ISBN 978-3-473-40847-4.
- Internat der bösen Tiere. Die Reise. Ravensburger, Ravensburg 2021, ISBN 978-3-473-40851-1.
- Internat der bösen Tiere. Der Verrat. Ravensburger, Ravensburg 2021, ISBN 978-3-473-40855-9.
- Internat der bösen Tiere. Die Schamanin. Ravensburger, Ravensburg 2022, ISBN 978-3-473-40870-2.
- Internat der bösen Tiere. Die Entscheidung. Ravensburger, Ravensburg 2022, ISBN 978-3-473-40871-9.

#### Stadt der bösen Tiere
- Stadt der bösen Tiere. Die Burg. (2. Staffel der Reihe Internat der bösen Tiere, Band 1) Ravensburger, Ravensburg 2023, ISBN 978-3-473-40896-2.
- Stadt der bösen Tiere. Die Rettung. (2.Staffel der Reihe Internat der bösen Tiere, Band 2 )Ravensburger, Ravensburg 2023,

#### Pferdeflüsterer-Academy-Reihe
- Pferdeflüsterer-Academy. Reise nach Snowfields. Band 1, Ravensburger, Ravensburg 2018, ISBN 978-3-473-40450-6
- Pferdeflüsterer-Academy. Ein geheimes Versprechen. Band 2, Ravensburger, Ravensburg 2018, ISBN 978-3-473-40451-3

#### Pferdeflüsterer-Mädchen-Reihe
- Rubys Entscheidung, Ravensburger, Ravensburg 2021, ISBN 978-3-473-40470-4
- Ein großer Traum, Ravensburger, Ravensburg 2021, ISBN 978-3-473-40471-1
- Das verbotene Turnier, Ravensburger, Ravensburg 2021, ISBN 978-3-473-40472-8
- Das kleine Wunder, Ravensburger, Ravensburg 2022, ISBN 978-3-473-40473-5
- Die zweite Chance, Ravensburger, Ravensburg 2022, ISBN 978-3-473-40474-2

#### Die Schule für Tag- und Nachtmagie
- Zauberunterricht auf Probe. Ravensburger, Ravensburg 2021, ISBN 978-3-473-40358-5
- Mathe, Deutsch und Wolkenkunde, Ravensburger, Ravensburg 2021, ISBN 978-3-473-40359-2
- Das goldene Sternzeichen. Ravensburger, Ravensburg 2022, ISBN 978-3-473-40360-8